# Рошман, Эдвард
Эдвард Рошман (нем. Eduard Roschmann; в эмиграции — Федерико Вегенер; 25 ноября 1908, Грац, Австро-Венгрия — 10 августа 1977, Асунсьон, Парагвай) — нацистский военный преступник, член СС. В годы Второй мировой войны — комендант Рижского гетто (1943) и филиала «Лента» концлагеря Рига-Кайзервальд (1943—1944). Благодаря роману Фредерика Форсайта и снятому на его основе фильму, в котором Рошмана сыграл Максимилиан Шелл, получил прозвище «Рижский мясник».

## Биография
Эдвард Рошман родился 25 ноября 1908 года в Граце в семье управляющего пивоварней. Здесь он получил образование и некоторое время работал адвокатом. С 1927 по 1934 годы Рошман состоял в австрофашистской организации «Отечественный фронт», а в 1938 году — после аншлюса Австрии — примкнул к НСДАП. В 1939 году вступил в СС. В январе 1941 года он начал работу в полиции безопасности, в частности, в Главном управлении имперской безопасности. Впоследствии дослужился до гауптштурмфюрера.
С января 1943 года был комендантом Рижского гетто. С августа 1943 был назначен от полиции безопасности в филиал «Лента» концлагере Рига-Кайзервальд, комендантом которого был Фриц Шервиц. Из-за относительно либерального отношения к евреям, Шервиц считался ненадёжным. После ликвидации Рижского гетто со 2 ноября и особенно после отъезда Шервица в командировку во Францию в декабре 1943 Рошман активно начал руководить лагерем и существенно ужесточил режим в «Ленте».
В октябре 1944 года, ввиду приближения линии фронта относительно концлагеря, его руководство, в том числе, Рошман, эвакуировалось по морю в Данциг. Позже он, наряду с другими членами СС, бежал в южную Германию, к австрийской границе, после чего сменил униформу СС на униформу вермахта и укрылся у старых друзей в Граце. Здесь он находился до середины 1945 года, после чего был взят в плен союзными войсками.
В 1947 году Рошман был выпущен на свободу как военнопленный. Его ошибкой стал визит к жене в Граце, во время которого он был опознан бывшими узниками лагеря Рига-Кайзервальд и вскоре арестован британской военной полицией. Однако, во время передачи в военный лагерь Дахау ему удалось сбежать через Австрию на территорию Италии, а затем, в 1948 году, получил новый паспорт на имя Федерико Вегенера с помощью организации Красного Креста. Под этим именем он успешно эмигрировал в Аргентину через Геную.
В Аргентине Рошман наладил бизнес, связанный с добычей и торговлей древесиной. Здесь он, не разводившись с первой супругой, вторично женился. В 1968 году он получил аргентинское гражданство.
В июле 1977 года по просьбе Гамбургского суда аргентинские власти выдали ордер на арест Рошмана. Ему удалось бежать в Парагвай, где он скончался 10 августа в Асунсьоне.